# Dood van Dascha Graafsma
De dood van Dascha Graafsma betreft de onopgehelderde dood van het 16-jarige meisje Dascha Graafsma, die in de vroege ochtend van 28 november 2015 na een stapavond overleed als gevolg van een aanrijding met een trein op het spoor tussen Hollandsche Rading en Hilversum. Tot op heden is onduidelijk hoe dit heeft kunnen gebeuren. 

## Het overlijden
Dascha Graafsma was een 16-jarige scholiere uit Hollandsche Rading. Op de avond van 27 november 2015 ging zij met vrienden stappen bij dansgelegenheid Let’s Get Down in Hilversum. Omstreeks 2:00 uur in de ochtend verliet zij die plek, vlak nadat ze ruzie had gehad met één van haar vriendinnen. Die ruzie zou zijn gegaan over een bericht dat zij ontving via Facebook Messenger. Tegen vriendinnen zou ze toen gezegd hebben dat ze even ging plassen, maar Dascha keerde niet terug. Opmerkelijk was dat ze haar jas niet had meegenomen.
Omstreeks 5:45 uur werd haar lichaam gevonden langs het spoor nabij Station Hilversum Sportpark. Ze was geschept door een trein en was op slag dood.   
Wat er in de periode tussen het verlaten van de uitgaansgelegenheid en het overlijden van Dascha precies is gebeurd, is tot op heden niet duidelijk. 

## Onderzoek en nasleep

### Eerste onderzoek
De politie ging direct uit van zelfmoord. Toch besloot de politie een extra onderzoek te starten naar de laatste levensuren van Dascha. Autopsie wees uit dat het lichaam van Dascha restanten van drugs bevatte. Daaruit trok de politie de conclusie dat Dascha mogelijk verward was en daarom zelfmoord heeft gepleegd. Ook zou Dascha een flinke hoeveelheid alcoholische drank hebben geconsumeerd. Een tweede onderzoek weersprak de conclusie dat Dascha drugs had gebruikt, maar bevestigde het alcoholgebruik. Op 6 januari 2016 werd ook de telefoon (iPhone 5) van Dascha gevonden.
Het Openbaar Ministerie sloot begin 2016 het onderzoek. De conclusie van het onderzoek was dat Dascha zelfmoord had gepleegd.

### Documentaire
René Graafsma, de vader van Dascha, kon zich niet vinden in de conclusies van het OM en liet een documentaire maken over de laatste levensuren van Dascha. In de documentaire worden nieuwe feiten gepresenteerd. Zo zou de trein die Dascha heeft aangereden, niet hebben geclaxonneerd. Het zou een uur hebben geduurd voordat de hulpdiensten op de plaats van overlijden aankwamen. De politie zou direct zijn uitgegaan van zelfdoding en niet zorgvuldig onderzoek hebben gedaan. Verder beweren dat de documentairemakers de afstand die Dascha volgens de stappenteller op haar mobiele telefoon heeft afgelegd niet overeenkomt met de afstand tussen Let's Get Down, waar ze het laatst is gezien, en de plek waar ze werd aangereden door de trein.

### Herdenking op school
Op maandag 11 april 2016 werd het overlijden van Dascha herdacht op haar middelbare school, het Alberdingk Thijm College in Hilversum. Achter de school, aan het Laapersveld, werd een vlinderstruik geplant ter nagedachtenis.

### Team Dascha Onderzoek
In juni 2016 werd een particulier onderzoekscomité samengesteld met de naam Team Dascha Onderzoek. Dit onderzoeksteam maakte een nieuwe documentaire met nieuwe conclusies. Zo zou Dascha bij het verlaten van Let's Get Down niet alleen zijn geweest.
Het Openbaar Ministerie bekeek de documentaire maar zag ondanks nieuwe feiten geen aanleiding om het onderzoek te heropenen.

### Inzage dossier
In oktober 2016 diende advocaat Sébas Diekstra namens de nabestaanden een officieel verzoek in bij het OM tot inzage van het dossier. Het OM weigerde inzage.

### Onthulling monument
In november 2016 werd een monument onthuld op de plek waar Dascha om het leven kwam.

### Petitie camerabeelden en Kamervragen
In september 2018 startte René Graafsma een petitie teneinde de camerabeelden uit het onderzoeksdossier in handen te krijgen. Enkele dagen na het starten van de petitie gaf Openbaar Ministerie toestemming tot inzage.
De petitie vormde voor het Tweede Kamerlid Henk Krol (50PLUS) aanleiding om Kamervragen te stellen. Krol stelde zich op het standpunt dat bij nieuwe feiten in afgesloten opsporingsonderzoeken naar mogelijke hals- en zedenmisdrijven, het Openbaar Ministerie een zaak moet heropenen of heroverwegen. Ook meende hij dat het OM een zaak moet heropenen of heroverwegen wanneer het onderzoek onzorgvuldig is uitgevoerd. Krol hekelde het ontbreken van een centrale externe instantie die toezicht houdt op politie en justitie. Minister Grapperhaus beantwoordde de vragen op 30 oktober 2018.

### Second opinion forensisch onderzoek
In augustus 2019 deelde het Openbaar Ministerie mede dat er een second opinion komt voor het forensisch onderzoek naar de dood van Dascha. Op 12 mei 2020 maakte het OM bekend dat het second opinion-onderzoek niet tot nieuwe inzichten heeft geleid.
Over het verloop van het second opinion-onderzoek werden in januari 2020 Kamervragen gesteld door de Kamerleden Niels van den Berge (GroenLinks), Michiel van Nispen (SP), Attje Kuiken (PvdA) en Stieneke van der Graaf (ChristenUnie).

### Civiele procedure tegen de Staat
Op 6 januari 2025 maakten advocaat Geert-Jan Knoops en René Graafsma bekend een civiele procedure te starten tegen de Nederlandse staat. De civiele procedure moet leiden tot hernieuwd onderzoek naar de dood van Dascha.